# HMS Courageous (50)
HMS Courageous (50) byla válečná loď Royal Navy třídy Glorious. Spolu se sesterskou lodí HMS Glorious byla koncipována jako velký bitevní křižník určený pro službu v mělkých vodách Baltského moře. Předpokládalo se, že zde budou efektivní těžkou podporou britských lehkých sil. Třetí jednotka – HMS Furious, se lišila výzbrojí a nakonec byla postavena podle upraveného projektu, se vzletovou palubou na přídi. Stavba všech tří jednotek byla iniciativou britského admirála Fishera, který stál například u zrodu dreadnoughtů.

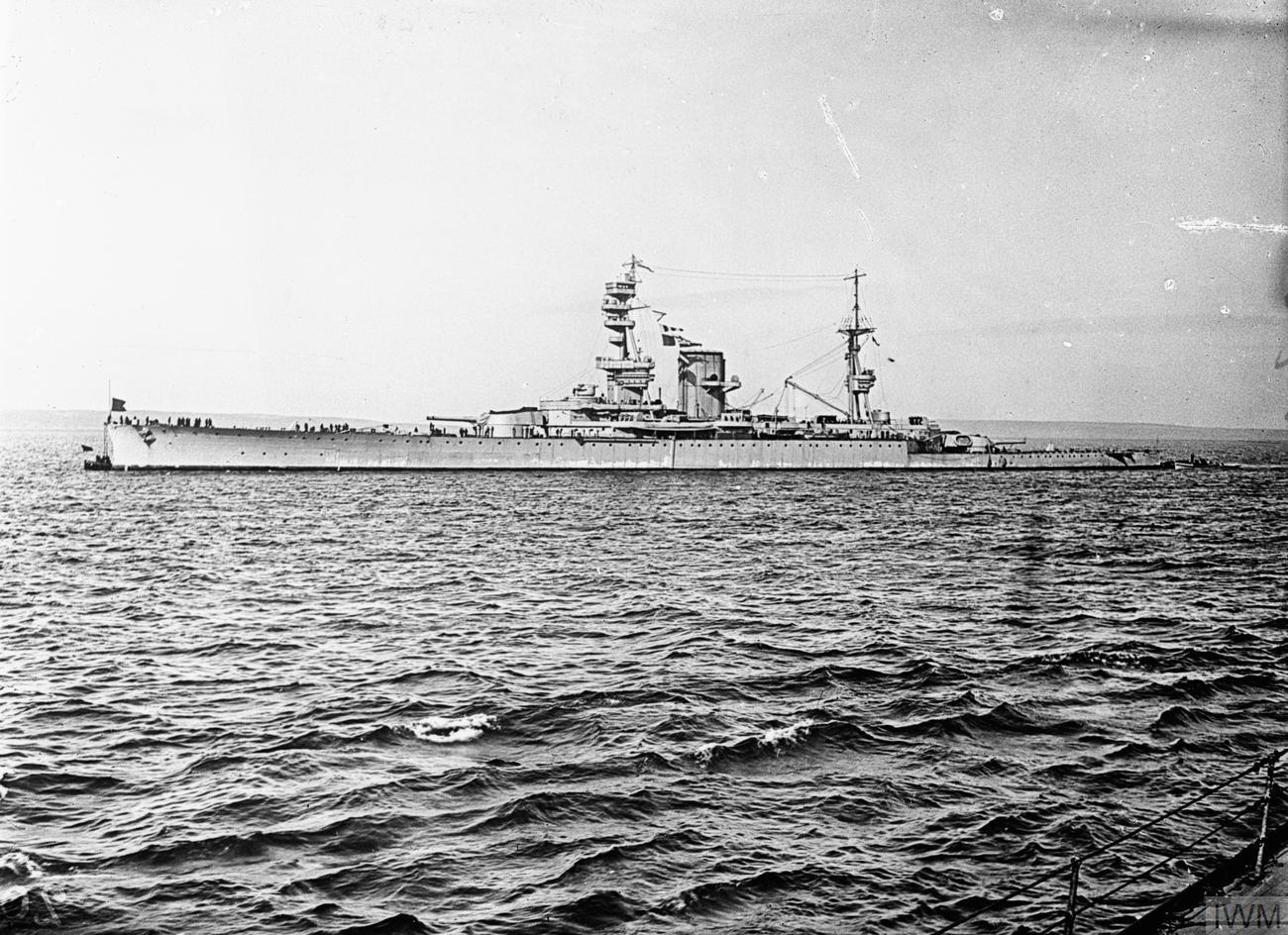
Courageous po dokončení

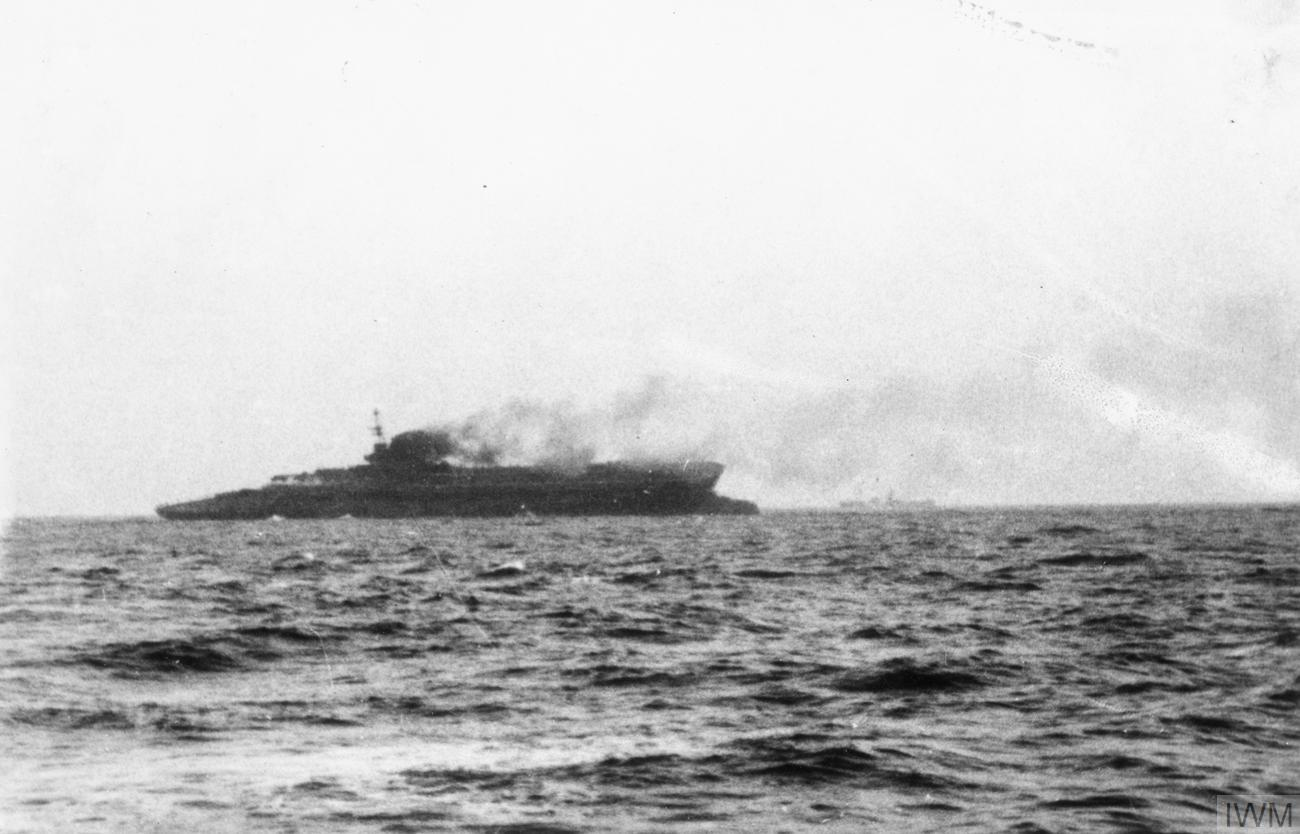
Courageous před potopením

Courageous se vyznačovala silnou výzbrojí čtyř 381 mm děl ve dvoudělových věžích a téměř chybějícím pancéřováním. Konstrukce lodi odpovídala spíše lehkým křižníkům, zatímco výtlak a výzbroj naopak těm bitevním. Ambiciózní projekt se ale v boji nijak neosvědčil a ukázal se být slepou uličkou ve vývoji válečných lodí. I lehké křižníky nepřítele je mohly vážně ohrozit a proti bitevním lodím byly téměř bezbranné. Dne 17. listopadu 1917 se Courageous, společně se sesterskou Glorious a bitevním křižníkem HMS Repulse, účastnil druhé bitvy u Helgolandské zátoky. Právě tato bitva ukázala, že bojová hodnota takto koncipovaného plavidla byla přeceněna.
V roce 1920 bylo rozhodnuto přestavět všechny tři lodě třídy Glorious na plnohodnotné letadlové lodě. Přestavba Courageous byla dokončena v březnu roku 1928. Nástavby a výzbroj nahradil hangár pro 48 letounů zabírající bezmála celou délku lodě (věže byly později použity u bitevní lodi HMS Vanguard). Předních 18 metrů hangáru tvořilo nekrytou palubu, z níž mohly vzlétat pomalé letouny jako byl dvouplošný torpédový bombardér Fairey Swordfish. Nad hangárem byla hladká letová paluba se dvěma velkými výtahy. 
Všechny tři lodě sloužily po celá třicátá léta a v době vypuknutí druhé světové války tvořily páteř britských námořních leteckých sil. Courageous byla v prvních dnech války, přesněji 17. září 1939, na protiponorkové hlídce u Irského pobřeží, zasažena dvěma torpédy německé ponorky U-29 typu VII a potopila se. Byla první válečnou lodí Royal Navy, ztracenou v druhé světové válce (první civilní ztrátou byla o něco dříve pasažérská loď Athenia).